# Италия във Втората световна война
Италия участва във Втората световна война като един от основните участници в Тристранния пакт от 1940 до 1943 година. След това преминава на страната на Съюзниците, но на част от територията ѝ е създадена Италианска социална република, която запазва лоялността си към Тристранния пакт.
Италия влиза във войната през лятото на 1940 година, след капитулацията на Франция, с намерението да проведе мащабно настъпление срещу Британската империя в Африка и Близкия Изток, разчитайки на скорошно британско поражение на Европейския театър, до каквото не се стига. След някои първоначални успехи, Тристранният пакт губи инициативата на Средиземноморския театър и през 1942 година търпи поражения в Северноафриканската кампания.